# جلته ویچرتس
جلته ویچرتس (انگلیسی: Jelte Wicherts؛ زادهٔ ۱ ژانویهٔ ۱۹۷۶) یک روان‌شناس هلندی و استاد دانشکده علوم اجتماعی و رفتاری در دانشگاه تیلبرگ است. علایق تحقیقاتی او شامل سوگیری در تصمیم‌گیری، و همچنین سوء رفتار علمی و تکرارپذیری است. او همچنین دربارهٔ تفاوت‌های گروهی در نمرات IQ (بهره هوشی) و اثر فلین تحقیق کرده‌است.